# Marianne Freiin vom und zum Stein
Marianne baronne vom und zum Stein (née en 1753 dans le château Stein à Nassau an der Lahn, en principauté de Nassau-Usingen et morte le 7 novembre 1831) est une religieuse allemande de la seconde moitié du XVIIIe siècle et du début du XIXe siècle

## Biographie
Le 25 juillet 1783, Marianne vom und zum Stein (de) est nommée abbesse de l'abbaye de Wallenstein. Elle est la sœur de Heinrich Friedrich Karl vom Stein.
En 1809, elle participe aux préparatifs du soulèvement de Dörnberg contre Jérôme Bonaparte. Après le soulèvement, elle est emprisonnée. Elle est emmenée à Paris et libérée en 1810.